# Merve Atlıer
Merve Atlıer (Bursa, 31 marzo 2000) è una pallavolista turca, centrale dell'Aras Kargo.

## Carriera

### Club
La carriera di Merve Atlıer inizia nel settore giovanile del Nilüfer, dove gioca fino all'età di quattordici anni, quando si trasferisce nelle giovanili dell'Eczacıbaşı, club dove resta per quattro annate e col quale esordisce da professionista in Sultanlar Ligi nella stagione 2018-19, in cui viene premiata come rising star, conquistando la Supercoppa turca e la Coppa di Turchia. Nella stagione seguente viene ingaggiata dal Karayolları, dove resta in prestito per una sola annata, facendo ritorno all'Eczacıbaşı nel campionato 2020-21 durante il quale si aggiudica la propria seconda Supercoppa nazionale.
Nella stagione 2022-23 approda al Kuzeyboru, sempre in Sultanlar Ligi, dove milita per un biennio, per poi trasferirsi nel campionato 2024-25 alla neopromossa Aras Kargo.

### Nazionale
Fa parte delle selezioni giovanili turche, venendo anche insignita del premio come miglior muro al campionato mondiale under 20 2019.

## Palmarès

### Club
- Coppa di Turchia: 1

2018-19
- Supercoppa turca: 2

2018, 2020

### Premi individuali
- 2019 - Sultanlar Ligi: Rising star
- 2019 - Campionato mondiale under 20: Miglior muro